# アリロクマブ
アリロクマブ（Alirocumab）は、バイオ医薬品の1つであり、食事療法やスタチン投与で管理不良な高コレステロール血症に対する第2選択の治療薬である。PCSK9阻害薬に分類されるヒトモノクローナル抗体である。米国での承認日は2015年7月であり、エボロクマブよりも早く、米国で初めてのPCSK9阻害薬となった。米国食品医薬品局（FDA）の承認は、さらなる臨床試験を完了させて有効性と安全性を確認すること、という条件付きであった。商品名プラルエント。開発コード：REGN727およびSAR236553。

## 効能・効果
日本で承認されている効能・効果は、家族性高コレステロール血症または高コレステロール血症（心血管イベントの発現リスクが高く、HMG-CoA還元酵素阻害薬で効果不充分な場合に限る。）である。日本ではHMG-CoA還元酵素阻害薬であるスタチンの併用が使用条件であり、アリロクマブ単剤での有効性は判っていない。
アリロクマブはLDLコレステロール低下薬であり、成人の重症家族性高コレステロール血症あるいは食事療法およびスタチンで効果がないアテローム性動脈硬化症患者へのセカンドライン治療薬として承認されている。皮下注射で用いられる。2015年7月時点では、アリロクマブが心血管疾患関連死や心筋梗塞を予防できるのか否かは知られていない。その効果を確認するための臨床試験は現在実施中であり、結果は2017年に公表される見込みである。

## 副作用
アリロクマブによる重大な副作用としては、「重篤なアレルギー反応」（頻度不明）が記載されている。
日本での臨床試験での副作用発現率は17.1%であり、主な副作用は注射部位反応（11.4%）であった。
日本国外での試験では副作用発現率は偽薬よりも高く、鼻および喉の刺激感、注射部位反応、痣、インフルエンザ様症状、尿路感染症、下痢、気管支炎、咳、筋肉痛、ヒリヒリする痛み、痙攣が見られた。
アリロクマブを妊婦に投与した場合の胎児への影響や小児に投与した場合の影響を評価できるデータは一切ない。

## 作用機序
アリロクマブは前駆蛋白変換酵素サブチリシン/ケキシン9（PCSK9）を阻害することで作用する。 PCSK9は、循環血中のLDLを捕捉するLDL受容体（LDLR）に結合して受容体を分解するので、血中から除去されるLDLコレステロールが減少する。PCSK9を阻害することで、LDLRが分解されるのを防ぎ、LDLの血中からの除去量が増加する。アリロクマブ皮下注射後、PCSK9の阻害効果が最大になるのは4 - 8時間であり、アリロクマブの血中半減期は17 - 20日である。阻害効果は投与量に依存する。抗体は血流に乗って全身へと運ばれ、標的であるPCSK9に結合する抗体量は少量であり、大部分は蛋白質分解経路で分解される。

## 化学的特徴
アリロクマブはIgG1アイソタイプに分類されるヒトモノクローナル抗体である。ジスルフィド結合で連結された2本のヒト抗体重鎖と、それぞれの重鎖にジスルフィド結合で結ばれたヒト抗体軽鎖から成り、分子量はおよそ146kDaである。
チャイニーズハムスターの卵巣細胞（英語版）に組み換えDNAを導入してタンクで培養して作製している。

## 開発の経緯
創薬における生物学的標的としてPCSK9の重要性が認識されたのは、家族性高コレステロール血症の一部の患者に遺伝子変異があり、その遺伝子の異なる変異を持つ者ではLDLコレステロール量が非常に低値であることが判明して、2003年に原因となる蛋白質と遺伝子が同定された時である。
この発見を切っ掛けとして、製薬企業やバイオテクノロジー企業の間で競争が発生した。
アリロクマブはリジェネロン社が自社の“VelocImmune”マウスを用いて創製した:255–258。このマウスでは抗体遺伝子の多くがヒトのものに書き換えられている。投資家向けの説明では、PCSK9のマウスへの免疫から治験薬として当局に資料を提出するまで、わずか19か月であったとされる:26。アリロクマブをサノフィと共同開発することが2007年に決定された。
第I相臨床試験の結果は2012年にNew England Journal of Medicine に掲載された。スタチン不忍容の患者を対象とした第III相臨床試験（ODYSSEY試験）は観察期間65週間とされ、結果は2014年の欧州心臓病学会年会で発表された。2,341名のスタチン服用中の心血管イベントハイリスク患者を対象とした観察期間78週間の臨床試験の結果は、2015年4月に公表された。
2014年7月、リジェネロン社とサノフィ社は、FDAから6,750万米ドルで優先審査権を購入したと発表した。同審査権で審査期間は4か月間短縮され、開発が先行していたエボロクマブに先んじて承認を得ることになった。これは、サノフィ社がアムジェン社に勝つための戦略の一部であった。
2015年7月、FDAはアリロクマブを、成人の家族性高コレステロール血症または食事療法およびスタチンで効果がないアテローム性動脈硬化症患者へのセカンドライン治療薬として承認した。これはエボロクマブの承認の1か月前で、米国で初めてのPCSK9阻害薬となった。FDAの承認には、有効性と安全性を確認するためのさらなる臨床試験を完了させること、という承認条件がついた。

## 販売停止
2020年5月7日、アリロクマブの販社であるサノフィから、アリロクマブの販売を停止すると発表された。PCSK9抗体に関してアムジェンが保有する特許をサノフィが侵害したとの知財高裁判決に対するサノフィの不服申立てが、同年4月に最高裁で上告棄却されたことによるものであった。
サノフィは2015年に、アムジェンが所有するPCSK9抗体とその権利範囲に関する2つの特許について無効審判を申し立てていたが、特許庁は2017年8月にアムジェンの特許を有効と認め、サノフィがそれを不服として知財高裁に審決取消訴訟を提訴するも2018年12月にはまたも特許が有効とされ、サノフィがさらに最高裁に上告受理を申し立てていたものが4月24日に不受理とされたものであった。
これに対してアムジェンは2017年に東京地裁に特許侵害訴訟を提訴し、19年1月に特許の有効性が認められていた。サノフィは知財高裁に控訴したが2019年10月に原判決を支持され、サノフィは最高裁に上告受理を申し立てるも2020年4月24日に上記上告受理の申し立てと共に不受理が決定された。
上記2件の不受理決定により、日本国内においてはアリロクマブの生産、譲渡、輸入または譲渡の申し出が禁じられた。